# Yéniche (langue)
Pour les articles homonymes, voir Yéniche.
La langue yéniche (en allemand : Jenische Sprache) est le sociolecte ou cryptolecte des  Yéniches, c'est-à-dire de certains groupes marginalisés qui ont mené depuis le début du XVIIIe siècle une vie nomade ou semi-nomade en Allemagne et dans les pays avoisinants. La langue des Yéniches est appelé Taïtch.

## Linguistique
Cette langue est caractérisée par une grammaire allemande et par un lexique composé qui dérive ses éléments de l'allemand (surtout des dialectes de l'allemand supérieur), de l'hébreu, du yiddish (de la variante occidentale qui n'a pas encore subi l'influence slavique) et du romani, avec un nombre mineur d'emprunts à d'autres langues européennes (surtout le français et l'italien). Du point de vue linguistique, le yéniche, par sa structure et son lexique, est identique à ou est une variante tardive du « rotwelsch », terme traditionnel et plus ancien (attesté depuis 1250) pour désigner les variantes de l'argot des « classes dangereuses » dans les pays de langue allemande. Le terme rotwelsch est d'ailleurs récusé par certains représentants des Yéniches, qui le considèrent comme discriminatoire et inapproprié pour ce qui, à leur avis, serait une langue propre d'origines plus nobles et anciennes, selon quelques-uns même d'origine celtique.

## Historique

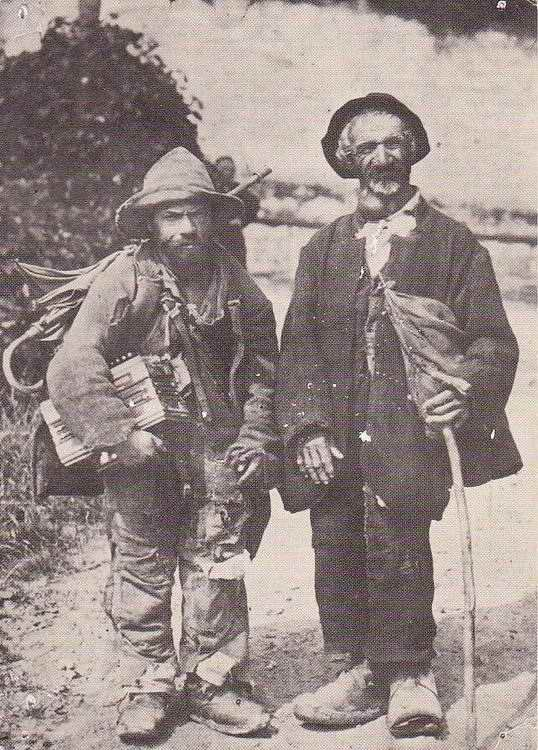
Yéniches pauvres, Muotathal (Suisse), XIXe siècle

Le mot « Jenisch » est attesté pour la première fois en 1714, dans un texte qui cite « jenische Sprach » comme le nom qu'avaient donné certains criminels dans les milieux gastronomiques de Vienne à leur argot (eine gewisse Rendens-Arth ..., welche sie die jenische Sprach nennen), argot qui, selon ce document, leur servait à mieux cacher leurs secrets (ihre Schelmereien desto besser zu verbergen), et qui, à juger des autres exemples cités, n'était autre chose qu'une variante du Rotwelsch traditionnel. L'étymologie du mot « jenisch » fait l'objet de plusieurs hypothèses, la première est celle des racines yiddish ou hébraïques (de jônêh « frauduleux », ou de jedio « science, connaissance »), l'autre de la racine tsigane džan- (« savoir, connaitre ») en romani : la langue yéniche serait donc la langue de ceux « qui savent », c'est-à-dire des initiés, suivant la même logique qui fit naître « Kochemerloschen » (attesté depuis le XIXe siècle), du yiddish chochom « sage, intelligent » et loschon « langue ») comme un des noms du Rotwelsch.
Aux XVIIIe et XIXe siècles, le mot « jenisch » est adopté dans les documents officiels et dans la littérature criminologique comme synonyme de « gaunerisch » ou « jaunerisch » (voyou), tandis qu'en argot ce mot (avec variantes phonétiques comme « jännisch », « jähnisch », « jennisch ») est attesté avec le sens de « savant, intelligent » et comme auto-désignation des locuteurs et de leur parler.
C'est surtout au cours de la réflexion critique sur la persécution soufferte par les Yéniches à l'époque du nazisme et, de manière différente, en Suisse jusqu'aux années 1970 (les enfants de la grand-route), que le mot « jenisch » et la langue yéniche ont joué un rôle important dans les tentatives de construire ou récupérer une identité culturelle et linguistique de ce qui, dans cette perspective, apparaît comme le peuple yéniche. En 1997, le yéniche est reconnu en tant que « langue minoritaire sans territoire » de la Suisse,.

## Écrivains yéniches
Le yéniche suisse Peter Paul Moser (1926-2003) a publié à compte d'auteur une autobiographie en trois volumes avec des reproductions de documents de la période où il a été victime de la campagne « Kinder der Landstrasse » (Les Enfants de la grand-route) associée à Pro Juventute.
Le Yéniche suisse Venanz Nobel (né en 1956) publie en langue allemande des articles sur l'histoire yéniche et la vie actuelle des Yéniches.

## Exemples de phrases
| Yéniche                                                        | Allemand mot par mot                                        | Allemand standard                                                   | Français                                                 |
| -------------------------------------------------------------- | ----------------------------------------------------------- | ------------------------------------------------------------------- | -------------------------------------------------------- |
| Am verholchten Schai isch mir de Laschischmadori muli tschant, | Am gestrigen Tag ist mir die Kaffeemaschine kaputtgegangen, | Gestern ist mir die Kaffeemaschine kaputtgegangen,                  | Hier la machine à café s'est cassée,                     |
| selber linstne ne zgwand zmenge,                               | selber schaute ihn ganz zu machen,                          | ich versuchte, sie selbst zu reparieren,                            | j'ai essayé de la réparer moi-même,                      |
| isch me abe gehochlt lori,                                     | ist mir aber gelungen nicht,                                | aber es gelang mir nicht,                                           | mais je n'y suis pas arrivé,                             |
| drum delt ne mim olmische zem ne menge gwand.                  | darum gab ihn meinem Vater zum ihn machen ganz.             | darum brachte ich sie zu meinem Vater, um sie reparieren zu lassen. | alors je l'ai apportée à mon père pour la faire réparer. |